# Органола
Органо́ла (от греч. ὄργανον — «инструмент») — музыкальный инструмент семейства гармоник, разновидность фисгармонии с электрифицированной подачей воздуха на язычки при помощи вентилятора или центробежного насоса. Громкость регулируется коленным рычагом, изменяющим скорость нагнетания воздуха.
В органоле при нажатии на клавишу одновременно звучат два голоса (восьмифутового регистра), в дальнейшем появлялись и многотембровые инструменты: с тремя и четырьмя наборами голосов, с несколькими регистрами-переключателями. Диапазон органолы — пять октав: от до большой октавы до си третьей октавы. Клавиатура более компактная и удобная, чем у фисгармоний.
В 1970-е годы органолами в СССР называли некоторые клавишные электромузыкальные инструменты, например, многотембровый транзисторный синтезатор (электроорган) «Юность-70».